# Гортонвілл (Вісконсин)
Гортонвілл (англ. Hortonville) — селище (англ. village) в США, в окрузі Автаґемі штату Вісконсин. Населення — 3028 осіб (2020).

## Географія
Гортонвілл розташований за координатами 44°20′9″ пн. ш. 88°38′12″ зх. д. / 44.33583° пн. ш. 88.63667° зх. д. (44.335766, -88.636599).  За даними Бюро перепису населення США в 2010 році селище мало площу 9,19 км², з яких 8,99 км² — суходіл та 0,20 км² — водойми.

## Демографія
Згідно з переписом 2010 року, у селищі мешкало 2711 осіб у 1045 домогосподарствах у складі 766 родин. Густота населення становила 295 осіб/км².  Було 1105 помешкань (120/км²).
Расовий склад населення:
| - 96,9 % — білих - 1,2 % — азіатів - 0,2 % — корінних американців - 0,2 % — чорних або афроамериканців |

До двох чи більше рас належало 1,1 %. Частка іспаномовних становила 1,5 % від усіх жителів.
За віковим діапазоном населення розподілялося таким чином: 26,9 % — особи молодші 18 років, 61,7 % — особи у віці 18—64 років, 11,4 % — особи у віці 65 років та старші. Медіана віку мешканця становила 36,7 року. На 100 осіб жіночої статі у селищі припадало 97,0 чоловіків;  на 100 жінок у віці від 18 років та старших — 96,4 чоловіків також старших 18 років.
Середній дохід на одне домашнє господарство  становив 71 005 доларів США (медіана — 59 417), а середній дохід на одну сім'ю — 79 390 доларів (медіана — 68 784). Медіана доходів становила 55 197 доларів для чоловіків та 36 583 долари для жінок. За межею бідності перебувало 3,8 % осіб, у тому числі 3,7 % дітей у віці до 18 років та 1,4 % осіб у віці 65 років та старших.
Цивільне працевлаштоване населення становило 1473 особи. Основні галузі зайнятості: виробництво — 25,0 %, освіта, охорона здоров'я та соціальна допомога — 18,2 %, будівництво — 9,9 %, роздрібна торгівля — 9,4 %.